# Exechia absurda
Exechia absurda är en tvåvingeart som beskrevs av Oskar Augustus Johannsen 1912. Exechia absurda ingår i släktet Exechia och familjen svampmyggor. Inga underarter finns listade i Catalogue of Life.